# Сен-Семфор'ян-ле-Валуа
Сен-Семфор'я́н-ле-Валуа́ (фр. Saint-Symphorien-le-Valois) — колишній муніципалітет у Франції, у регіоні Нормандія, департамент Манш. Населення — 823 осіб (2011).
Муніципалітет був розташований на відстані близько 290 км на захід від Парижа, 90 км на захід від Кана, 40 км на північний захід від Сен-Ло.

## Історія
До 2015 року муніципалітет перебував у складі регіону Нижня Нормандія. Від 1 січня 2016 року належав до нового об'єднаного регіону Нормандія.
1 січня 2016 року Сен-Семфор'ян-ле-Валуа, Бодревіль, Больвіль, Глатіньї, Ла-Е-дю-Пюї, Мобек, Монгардон, Сен-Ремі-де-Ланд i Сюрвіль було об'єднано в новий муніципалітет Ла-Е.

## Демографія
Динаміка населення (INSEE ):
Розподіл населення за віком та статтю (2006):
| Стать | Всього | До 15 років | 15-24 | 25-44 | 45-64 | 65-85 | Понад 85 |
| --- | ------ | ----------- | ----- | ----- | ----- | ----- | -------- |
| Чоловіки | 380    | 68          | 36    | 76    | 112   | 84    | 4        |
| Жінки | 392    | 56          | 48    | 88    | 112   | 88    | 0        |
| \| Статево-вікова піраміда \| Статево-вікова піраміда \| Статево-вікова піраміда \| \| ----------------------- \| ----------------------- \| ----------------------- \| \| Чоловіки \| Вік \| Жінки \| \| 4 \| 85 + \| 0 \| \| 16 \| 80-84 \| 4 \| \| 8 \| 75-79 \| 32 \| \| 32 \| 70-74 \| 24 \| \| 28 \| 65-69 \| 28 \| \| 16 \| 60-64 \| 16 \| \| 36 \| 55-59 \| 44 \| \| 32 \| 50-54 \| 20 \| \| 28 \| 45-49 \| 32 \| \| 36 \| 40-44 \| 32 \| \| 20 \| 35-39 \| 28 \| \| 16 \| 30-34 \| 20 \| \| 4 \| 25-29 \| 8 \| \| 8 \| 20-24 \| 8 \| \| 28 \| 15-20 \| 40 \| \| 32 \| 10-14 \| 20 \| \| 16 \| 5-9 \| 20 \| \| 20 \| 0-4 \| 16 \| |        |             |       |       |       |       |          |
| Статево-вікова піраміда |        |             |       |       |       |       |          |
| Чоловіки | Вік    | Жінки       |       |       |       |       |          |
| 4 | 85 +   | 0           |       |       |       |       |          |
| 16 | 80-84  | 4           |       |       |       |       |          |
| 8 | 75-79  | 32          |       |       |       |       |          |
| 32 | 70-74  | 24          |       |       |       |       |          |
| 28 | 65-69  | 28          |       |       |       |       |          |
| 16 | 60-64  | 16          |       |       |       |       |          |
| 36 | 55-59  | 44          |       |       |       |       |          |
| 32 | 50-54  | 20          |       |       |       |       |          |
| 28 | 45-49  | 32          |       |       |       |       |          |
| 36 | 40-44  | 32          |       |       |       |       |          |
| 20 | 35-39  | 28          |       |       |       |       |          |
| 16 | 30-34  | 20          |       |       |       |       |          |
| 4 | 25-29  | 8           |       |       |       |       |          |
| 8 | 20-24  | 8           |       |       |       |       |          |
| 28 | 15-20  | 40          |       |       |       |       |          |
| 32 | 10-14  | 20          |       |       |       |       |          |
| 16 | 5-9    | 20          |       |       |       |       |          |
| 20 | 0-4    | 16          |       |       |       |       |          |

## Економіка
2010 року серед 493 осіб працездатного віку (15—64 років) 349 були активними, 144 — неактивними (показник активності 70,8%, у 1999 році було 68,9%). З 349 активних мешканців працювали 322 особи (166 чоловіків та 156 жінок), безробітними було 27 (6 чоловіків та 21 жінка). Серед 144 неактивних 29 осіб було учнями чи студентами, 85 — пенсіонерами, 30 були неактивними з інших причин.

У 2010 році в муніципалітеті числилось 369 оподаткованих домогосподарств, у яких проживали 878,0 особи, медіана доходів виносила 18 208 євро на одного особоспоживача